# جيمي بويي
جيمي بويي (بالإنجليزية: Jamie Bowie) هو منافس ألعاب قوى بريطاني، ولد في 1 أبريل 1989 في إنفرنيس في المملكة المتحدة.

## وصلات خارجية
- الموقع الرسمي
- جيمي بويي على موقع الاتحاد الدولي لألعاب القوى (الإنجليزية)
- جيمي بويي على موقع اتحاد ألعاب الكومنولث (مؤرشف) (الإنجليزية)